# عامل بیگانه (فیلم ۲۰۰۷)
عامل بیگانه (به انگلیسی: Alien Agent) یک فیلم علمی تخیلی و اکشن محصول سال ۲۰۰۷ کانادا به کارگردانی جسی وی. جانسون و نقش قهرمان فیلم را بازیگر رزمی کار آمریکایی مارک داکاسیوس برعهده دارد.